# Ullensaker
Ullensaker este o comună din provincia Akershus, Norvegia.